# Romario Benzar
Romario Benzar (Timișoara, 26 de março de 1992) é futebolista romeno que atua como lateral direito pelo FC Steaua București.
Benzar começou sua carreira em um projeto desenvolvido pelo ex-jogador Gheorghe Hagi no captação e desenvolvimento de novos jogadores na cidade de Constança. Nisso em 2010 começou sua carreira no clube fundado por Hagi e ao longo das temporadas passou da Liga III até o título nacional romeno (Liga I) na temporada 2016-2017.
Seu destaque pelo Viitorul despertou o interesse de grandes times da Romênia, sendo que no início da temporada 2017/2018 foi contratado pelo Steaua Bucuresti.

## Seleção nacional
As boas aparições no clube fizeram Benzar ser convocado numa partida eliminatória em 2016 contra Montenegro.